# نبرد باکو

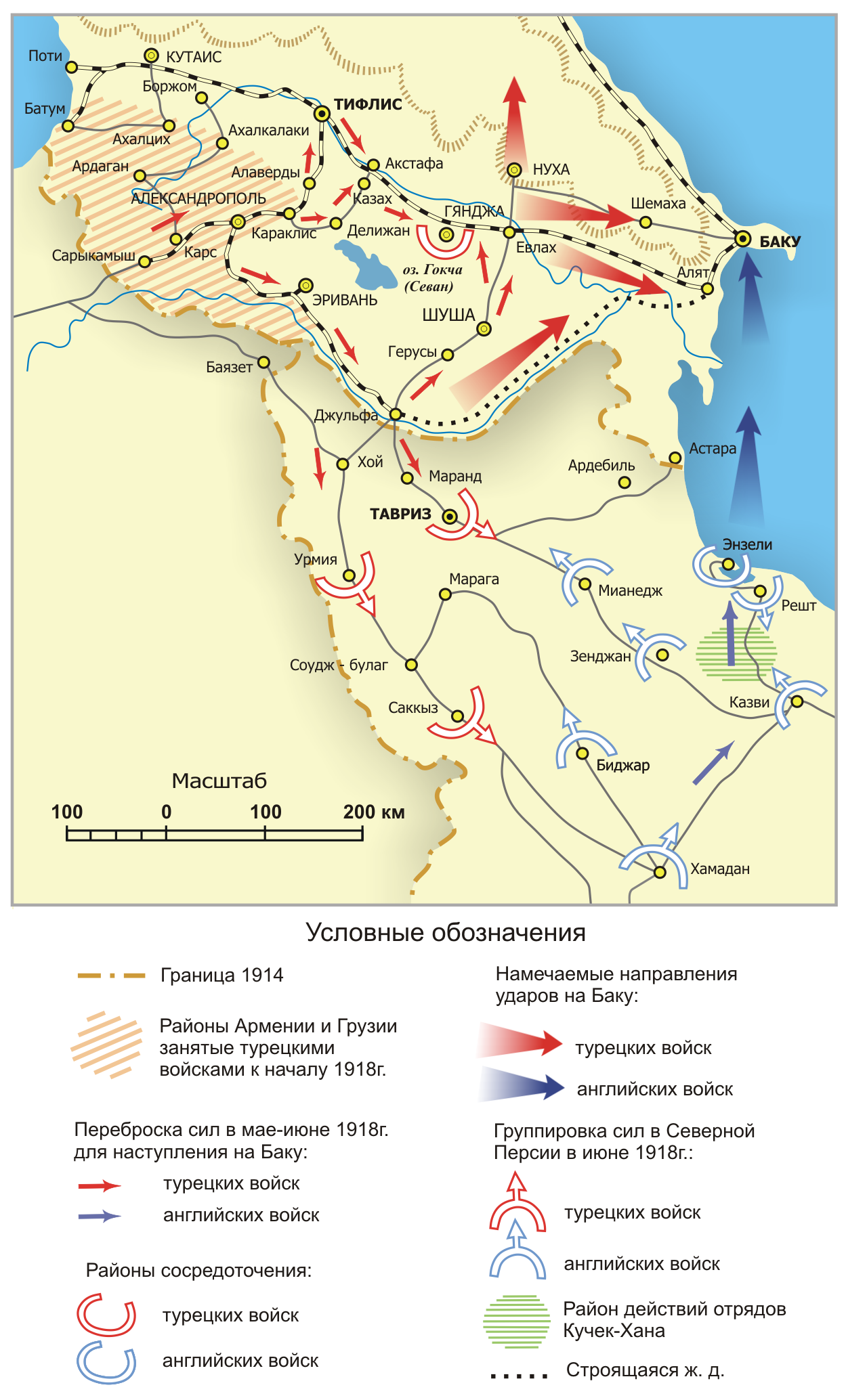
نقشه نبرد باکو (۱۹۱۸)

نبرد باکو نبردی است که از ۲۶ اوت ۱۹۱۸م تا ۱۴ سپتامبر ۱۹۱۸م به طول انجامید. این جنگ میان نیروهای ائتلاف امپراتوری عثمانی-جمهوری دمکراتیک آذربایجان یا موسوم به اردوی اسلام قفقاز و گروه‌هایی از داغستان به فرماندهی نوری پاشا و مورسل بِی با نیروهای ائتلاف بلشویک به فرماندهی گریگوری کورگانوف - ارتش باکو که (از افسرها و سربازان ارمنی تشکیل شده بود) به فرماندهی ژنرال داکوچایف و سرهنگ آوتیسوف و نیروهایی که در طول جنگ به آنان اضافه شد (نیروهای امپراتوری بریتانیا (که از سربازان نیوزیلندی، کانادایی و استرالیایی تشکیل شده بود) به فرماندهی لیونل دانسترویل و ارتش سفید) انجام گرفت و در نهایت موجب شکست نیروهای نوری پاشا شد.
این نبرد به عنوان بخشی از یک رشته عملیات جنگی در قفقاز که به مدت چهار سال به طول انجامید و آغاز جنگ ارمنستان–جمهوری آذربایجان که به مدت دو سال به طول انجامید می‌باشد.
هدف از جنگ، اشغال باکو و پاکسازی مسیحیان و رسیدن به آرمان پان‌تورانیسم توسط دولتمردان عثمانی و نیروهای تحت امر آنان، اردوی اسلام قفقاز بود.

## سقوط باکو
در دوران اولیه دفاع باکو، پس از نبردهای سختی که در روزهای ۲۷–۳۰ ژوئن نزدیک شهرستان گوی‌چای روی داد، ارتش باکو در «نبرد کاراماران» (۱۶–۱۷ ژوئن) که از افسرها و سربازان ارمنی تشکیل شده بود، به دلیل اشتباهات فرمانده قوا در عملیات جنگی و همچنین ضد حملات ارتش عثمانی به رغم ادامه نبردهای تدافعی مجبور به عقب‌نشینی به باکو شد. این امر تأثیر سویی در عملیات آتی گذاشت و موجب عدم موفقیت برنامه‌های تدافعی شد. با عقب‌نشینی ارتش باکو، ارمنیان ساکن بخش‌های گوی‌چای و شهرستان شماخی نیز کوچ و به باکو مهاجرت کردند.
در اوایل سپتامبر، قشون عثمانی با پیشروی به سوی باکو، روستاهای پیشرو خود را یکی پس از دیگری تصرف کرد. بدین ترتیب باکو از طرف خشکی به‌طور کامل محاصره شد و ارتباط خود را با دنیای خارج فقط از طریق دریای خزر حفظ کرد.

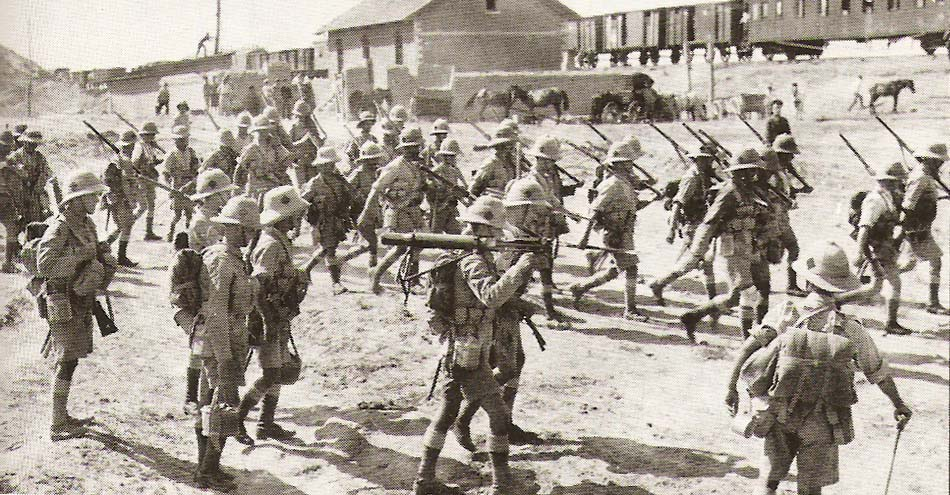
نیروهای انگلیس در بندر باکو. (۱٬۰۰۰ نفر پیاده‌نظام، ۱ یگان توپخانه، ۱ عدد مسلسل، ۳ عدد خودرو زره‌پوش جنگی، ۲ فروند هواپیما

روزهای پایانی دفاع از شهر نزدیک می‌شد (۱۴ سپتامبر)، زمانی که همانند مسئله دفاع از شهر، سرنوشت آینده صد هزار ارمنی ساکن در شهر نیز باید حل و فصل می‌شد.

ایشخانیان می‌نویسد: 

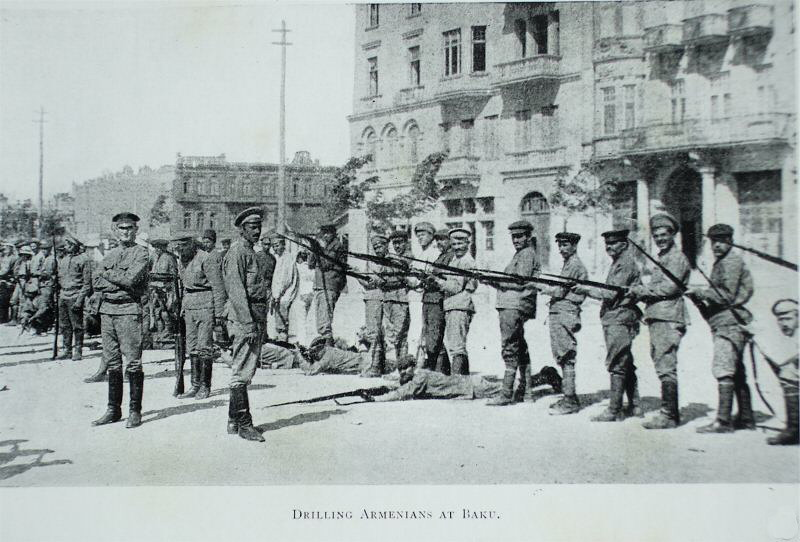
سربازان ارمنی در حال تمرین نظامی. (۶٬۰۰۰ نفر پیاده‌نظام و ۴۰ عدد توپ (جنگ‌افزار))

«ارمنیان بیش از سایرین در باکو، در مسئله دفاع از شهر ذی‌نفع بودند. زیرا این امر برای آنان مسئله مرگ و زندگی بود.»

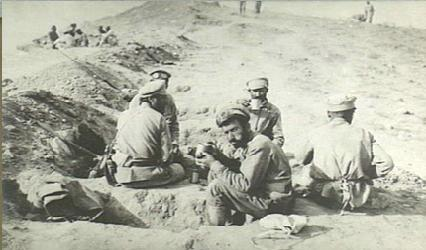
نیروهای روس (ارتش سفید) با ۶۰۰ سرباز

صبح روز ۱۳ سپتامبر، پیاده‌نظام عثمانی که جوخه‌هایی از داغستان نیز به آن‌ها پیوسته بودند در منطقه سوراخانی دست به حمله زدند و تا نیمه شب سعی داشتند خط دفاع باکو را بشکنند. نبرد تا ساعت ۳ بامداد روز ۱۴ سپتامبر ادامه یافت. اگر چه نیروهای باکو از شهر دفاع می‌کردند و سعی داشتند مانع از پیشروی تٌرک‌ها شوند، ولی با این وجود به دلیل برتری نیروهای دشمن از نظر نفرات موفق به متوقف کردن حملات دشمن نشدند و با مبارزه‌ای بی‌امان شروع به عقب‌نشینی کردند.
شرایط هنگامی بغرنج شد که ساعت ۲ بعدازظهر در لحظه‌های اوج جنگ در جناح راست، جوخه‌های بیچراخوف و جوخه‌های انگلیسی که از شمال ایران برای کمک به نیروهای باکو آمده بودند (به فرماندهی کاپیتان بولینگتن) به فرمان سرهنگ استوکس فرمانده ستاد ارتش باکو بدون اطلاع قبلی، سنگرهای خود را رها و به قصد ترک باکو به سمت بندر حرکت کردند. این اقدام غیرمنتظره و غیرقابل توجیه تأثیر سویی بر روحیه رزمندگان مستقر در سنگرها گذاشت.
در دفاع از شهر باکو فرماندهی انگلیس در پی رسیدن به اهداف سیاسی و منافع اقتصادی خود بود و در وهله اول نگران مسئله تأمین سوخت ارتش انگلیس در میان رودان، از طریق بندر انزلی بود. موفقیت‌های موقتی حاصل از نبردهای چهاردهم سپتامبر موجب گردید تا مدافعان موفق شوند تصرف باکو را متوقف کنند و آن ساعات گرانبها و ضروری را برای خروج ساکنان ارمنی از شهر فراهم آوردند.

هنگامی که جوخه‌های انگلیسی که از ایران برای کمک به مدافعان باکو آمده بودند و ژنرال بیچراخوف سنگرها را ترک کردند و ساعت ۵ به قصد ایران سوار کشتی شدند، اضطراب و هراس بر ساکنان ارمنی مستولی شد. ارمنیان برای نجات از کشتار ناگهانی، شتابزده برای سوار شدن به کشتی به قصد مهاجرت به کشورهای همجوار به سوی بندرگاه حرکت کردند. کشیش ارمنیان باکو یغیشه گغامیانس می‌نویسد: 
«می توان گفت که دیدن همه اینها، خروج نیروهای انگلیسی موجب گردید تا در محله‌های ارمنی‌نشین دیگر کسی باقی نماند. مرد، زن و کودک بقچه به بغل آشفته به سوی ساحل دریا می‌دویدند.

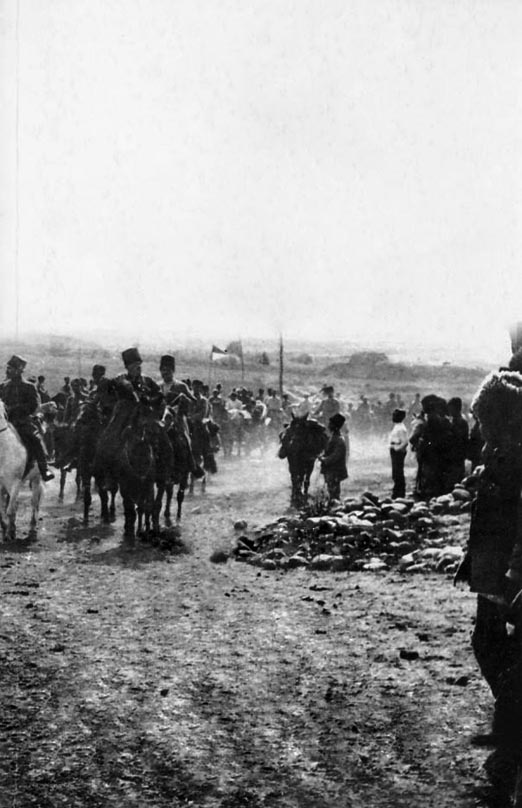
ارتش ترکیه در حال پیشروی به باکو
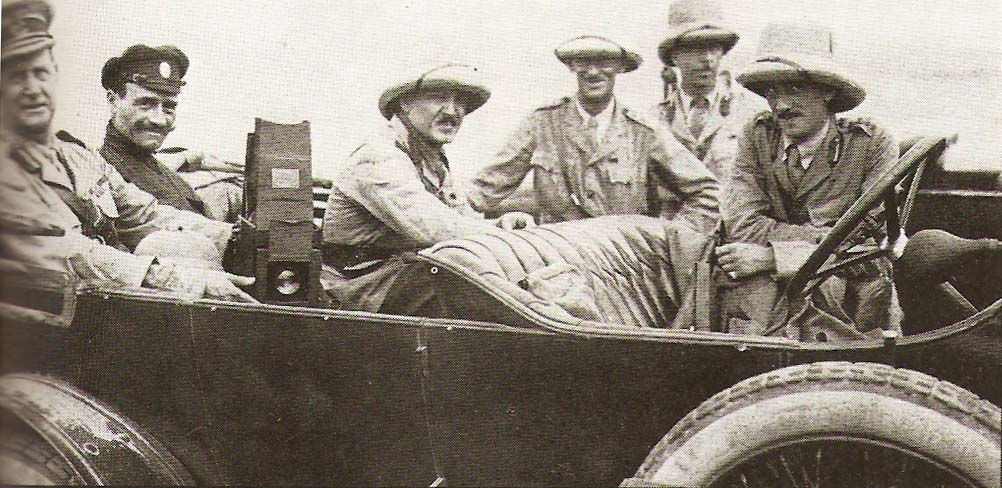
ژنرال لیونل دانسترویل
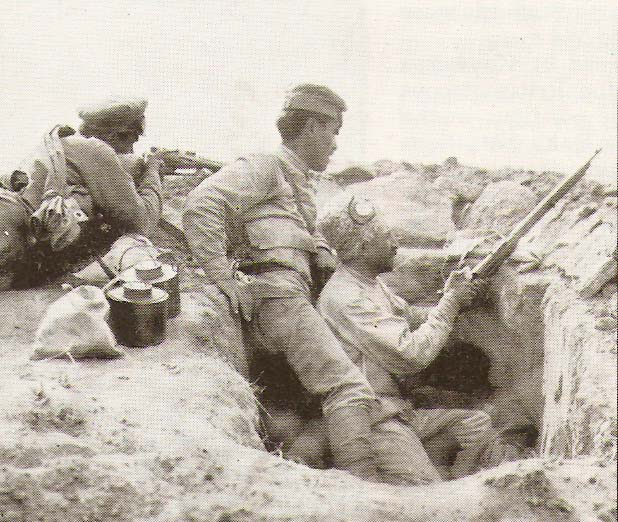
سربازان ارمنی در سنگر
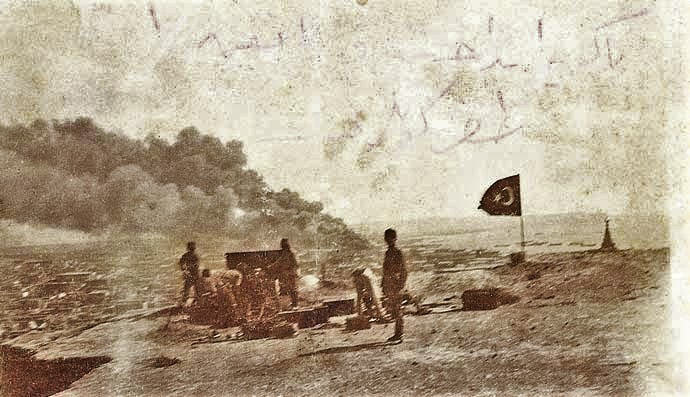
توپخانه عثمانی در حال گلوله‌باران باکو

## مهاجرت ارمنیان باکو

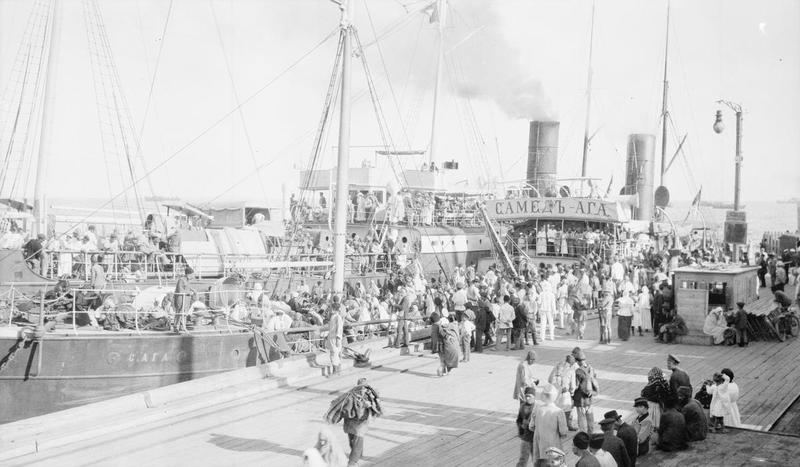
مهاجرت ارمنیان به ایران

در جلسه هیئت مدیره خزر مرکزی و استپان زوریان از فدراسیون انقلابی ارمنی تصمیم متوقف کردن عملیات دفاعی و تسلیم شهر به نیروهای دشمن اتخاذ گردید. اعضای کمیته ایلیوچگین و لئونتویچ موظف شدند به همراه سفرای ایران و سوئد مستقر در باکو با نماینده دشمن ملاقات کرده و در مورد شرایط تسلیم شهر به نیروهای دشمن مذاکره کنند. هم‌زمان تصمیم تخلیه شهر از مردم و سربازان گرفته شد و به این منظور ۶۰ کشتی بخار در اختیار آنان قرار گرفت که ۲۰ فروند آن را به سربازان و ۴۰ فروند به مردم اختصاص یافت.
به منظور استفاده بهینه از ساعات باقی‌مانده برای ترک شهر و فرار، قبل از شروع بمباران دشمن به دستور هیئت مدیره خزر مرکزی کشتی‌ها می‌بایست تا سحر باکو را به قصد باتومی و ایران ترک کنند.

شاهدان عینی این مهاجرت چنین می‌نویسند: 
«فرار تعداد کثیری از مردم که آرزوی مهاجرت داشتند و تعداد اندک کشتی‌ها وحشت بسیاری ایجاد کرده بود که می‌توان نام تراژدی مهاجرت برآن نهاد. خویشاوندان همدیگر را گم می‌کردند، والدین بچه‌ها را، یکی سفر را شروع می‌کرد و دیگری موفق نمی‌شد در کشتی جایی برای سوار شدن پیدا کند و در بندرگاه می‌ماند.»
ساعت ۶ بامداد ۱۵ سپتامبر تمامی ۶۰ کشتی به سوی مقاصد پیش تعیین شده حرکت کردند. از ۱۰۰ هزار ارمنی ساکن در باکو، امکان جابجایی تنها ۵۰ هزار نفر میسر شد. ۷۰ هزار نفر نیز از ساکنان روس همچنان در باکو باقی ماندند.
چهار کشتی ای که راهی بندر انزلی شده بودند، در سپیده دم روز ۱۶ سپتامبر به نزدیکی بندرگاه رسیدند. اما این بار نیز فرماندهی نظامی انگلیس مستقر در شهر موانعی ایجاد کرد و با شلیک توپ به سوی کشتی‌ها به آن‌ها اجازه ورود به بندرگاه را نداد. اعضای شورای ملی ارمنیان به قصد اخذ مجوز ورود به شهر با قایق رهسپار بندرگاه شدند. پس از مذاکره با ژنرال دانسترویل به شرط خلع سلاح نظامیان ارمنی به ۱۰ هزار نفر از مهاجران اجازه ورود به شهر داده شد.

## قتل‌عام ارمنی‌های باکو

اجساد ارمنی‌های باکو در کلیسا

انور پاشا به فرمانده نیروهای عثمانی نوری پاشا دستور داد به منظور دست یافتن به پیوستگی و یکدستی اقلیمی جمهوری آذربایجان را از روس‌ها و ارمنیان پاک کند.
در پانزده سپتامبر باکو سقوط کرد. ارتش عثمانی تحت فرماندهی نوری پاشا، برادر زاده (اسماعیل انور) قرار داشت. انور از سازمان دهندگان نسل‌کشی ارمنیان بود. این نیروها در ۱۵ سپتامبر ۱۹۱۸ وارد شهر باکو شدند و در پی آن به مدت سه روز پیاپی قتل‌عام ارمنی‌های این شهر به مورد اجرا گذاشته شد که منجر به کشتار حدود سی هزار نفر از ارمنیان گردید.
سرگئی رافالوویچ، نویسنده و از شاهدان این قتل‌عام، در مقاله (حقیقت دربارهٔ حوادث باکو) نوشته‌است: 
«حتی هشت روز بعد از قتل‌عام در نواحی مرکزی و اطراف ایستگاه شهر که خودم شخصاً در منازل و کوچه‌ها حضور یافتم، بوی غیرقابل تحمل اجساد به مشام می‌رسید. در منازلی که کاملاً تخریب شده بودند، شاهد اجساد زنان مورد تجاوز قرار گرفته و به قتل رسیده و شیرخورگان به خون غلتیده شده بودند.»

## ارمنی‌های باکو در ایران
کمیته مهاجران ابتدا به سازماندهی وضع جا و مکان و خوراک ۶۰۰ نفر از کودکان بی سرپرست مشغول شد. ۱٬۰۰۰ نفر از مهاجران به همراه کودکان بی سرپرست در مقر ماهیگیران، متعلق به یکی از خانواده‌های ارمنی اسکان داده شدند. برای ۲٬۵۰۰ نفر ۴۰ اتاقک موقتی ساخته شد. ۲٬۰۰۰ نفر از مهاجران در کلبه‌های ساحلی اسکان داده شدند و بقیه مهاجران در ساختمان‌های مدرسه، کلیسا و آمفی تئاتر ارمنیان در رشت اسکان یافتند.
«شایان ذکر است که در سال‌های اول جنگ جهانی اول به دلیل عقب‌نشینی غیرمنتظره نظامیان روس از منطقه قفقاز، در اواخر ژوئیه ۱۹۱۵ ساکنان ارمنی واسپوراکان نیز به سوی شهرهای ارمنی‌نشین ایران، مانند سلماس و خوی کوچانده و اسکان یافتند. در بهار سال ۱۹۱۸ تعداد این مهاجران به حدود هفتاد هزار نفر می‌رسید. پس از وقایع تابستان وقتی ارتش روس از همدان عقب‌نشینی کرد، نظامیان عثمانی قتل‌عام ساکنان مسیحی همدان و کرمانشاه را شروع کردند. ارمنیان از مسیر قزوین در رشت-انزلی اسکان یافتند. تعداد مهاجران پناه داده شده فقط در رشت به ۱۵۰۰۰ نفر می‌رسید که تأمین آذوقه و کمک‌های بهداشتی و درمانی این عده به عهده کمیته مهاجران رشت بود.»
به دلیل شرایط ناشی از جا به جایی، تراکم جمعیت و کمبود امکانات ضد عفونی در انزلی و رشت در مناطق مسکونی مهاجران، شیوع بیماری‌های مسری ۱۸۱۸ نفر فوت کردند.

## بازگشت مهاجران به باکو
در ۲۳ اکتبر ۱۹۱۸م. پیشوای کلیسای باکو، «جاثلیق باگرات وارطانیان» گزارشی برای رئیس دولت موقت در باکو «فتحعلی خان خویسکی» فرستاد و با توصیف شرایط بسیار سخت و نامساعد ارمنیان مهاجر در انزلی خواستار تهیه امکاناتی برای ساماندهی بازگشت فوری مهاجران به باکو شد.
براساس قانون تساوی حقوق شهروندان، ارمنیان نیز به عنوان شهروندان جمهوری آذربایجان باید از حمایت‌های دولت بهره‌مند شوند، لیکن متأسفانه دولت توجه لازم را به آنان نشان نداد و هیچ گونه امکانی برای تسهیل بازگشت شهروندان ارمنی فراهم نکرد، اگر چه به همین مناسبت بارها نمایندگان خاص مهاجران تقاضاها و درخواست‌های قانع‌کننده‌ای ارائه دادند.»
بازگشت مهاجران به باکو تنها پس از جنگ میسر گردید، وقتی که نظامیان مغلوب ترکیه، قفقاز جنوبی را ترک کردند.
رفتار انگلیسی‌ها در مقابل مهاجران ارمنی هنگام بازگشت به باکو نیز همچنان ناجوانمردانه بود، به‌طوری‌که از آنان خواسته شد تا در ازای سوار شدن به کشتی، پول بپردازند. بیمارانی که در بیمارستان انزلی تحت مداوا بودند و کودکان بی سرپرست اولین گروه مهاجرانی بودند که از انزلی به باکو بازگشتند.

## توضیحات
1. ↑  در ژانویه ۱۹۱۸ ارتش انگلیس به فرماندهی ژنرال دانسترویل پس از گذر از بین‌النهرین به ایران رفته و به قصد ساخت پایگاهی برای ورود به باکو و نفوذ به ماوراء قفقاز این منطقه را متصرف شدند. در ژوئیه ۱۹۱۸ انگلیسی‌ها رشت را و در ماه آگوست انزلی را به تصرف خود درآوردند و این منطقه به پایگاهی دریایی در منطقه خزر تبدیل شد.

## فهرست منابع
- هراند پاسدرماجیان. تاریخ ارمنستان. تهران: انتشارات زرین، ۱۳۷۷. شابک ‎۹۶۴-۴۰۷-۰۱۳-۵.
- اسناد دولتی تاریخ جمهوری ارمنستان
- کتاب اولین جمهوری ارمنستان،نویسنده:ریچارد هووانسیان
- سقوط باکو و مهاجرت ارمنیان به ایران، نویسنده:گئورگ استپان ترجمه:هرمیک آقاکیان. شمارهٔ۲۲، زمستان ۱۳۸۱ فصلنامه فرهنگی پیمان

- Missen, Leslie (1984). Dunsterforce. Marshall Cavendish Illustrated Encyclopedia of World War I, vol ix. Marshall Cavendish Corporation. pp. 2766–2772. ISBN 0-86307-181-3
- Yale, William (1968) Near East: A Modern History
- The Armenians and Baku (in Russian), 2007, by Khachatur Dadaian
- Edward J. Erickson, Order to Die: A History of the Ottoman Army in the First World War
- Croissant, Michael P. (1998). The Armenia-Azerbaijan Conflict: Causes and Implications. London
- Andreopoulos, George (1997). Genocide: Conceptual and Historical Dimensions. Philadelphia: University of Pennsylvania Press